# Epormenis fuliginosa
Epormenis fuliginosa är en insektsart som beskrevs av Ronald Gordon Fennah 1941. Epormenis fuliginosa ingår i släktet Epormenis och familjen Flatidae. Inga underarter finns listade i Catalogue of Life.